# Кулаков, Борис Алексеевич
Бори́с Алексе́евич Кулако́в (19 апреля 1943, Кыштым, Челябинская область, СССР) — советский и российский учёный-механик, доктор технических наук (1993), профессор, педагог, действительный член Международной академии авторов научных открытий и изобретений (2000). Почётный работник высшего профессионального образования РФ (2001), Почётный металлург России (2001).

## Биография
Родился 19 апреля 1943 года в Кыштыме Челябинской области.
С 1960 года работал на различных предприятиях Кыштыма, Очера, Челябинска. Поступил на специальность «Литейное производство черных и цветных металлов» металлургического факультета ЧПИ, который окончил в 1966 году, после чего несколько лет работал на челябинском заводе «Строммашина». Поступил в аспирантуру в ЧПИ, защитив в 1975 году кандидатскую диссертацию на тему «Исследование и разработка процесса нанесения пироуглерода на поверхность литейных форм», а в 1993 году защитил диссертацию на соискание научной степени доктора наук на тему «Теоретические и технологические основы формирования термохимически устойчивых систем в плавильно-заливочных установках при литье титановых и жаропрочных сплавов».
С 1994 года профессор, заведующий кафедрой литейного производства ЮУрГУ.

## Научная деятельность
Сфера научных интересов — литьё титановых и жаропрочных никелевых сплавов, электрофизические методы обработки исходных формовочных материалов, смесей, металлических расплавов. Результаты работ экспонировались на ВДНХ и нескольких международных выставках.
Опубликовал свыше 270 научных работ, из которых 7 монографий, 29 учебных пособий и один учебник; автор 65 патентов и авторских свидетельств на изобретения, 2 научных открытий.
Подготовил 2 докторов и 12 кандидатов наук.

## Признание и награды
- Почётный работник высшего профессионального образования РФ (2001);
- Почётный металлург России (2003);
- Ветеран труда (2003);
- две медали ВДНХ;
- Нагрудный знак «Изобретатель СССР» (1978);
- две Почётные грамоты губернатора Челябинской области (2003, 2008);
- Медаль ордена «За заслуги перед Отечеством» 2-й степени (2008);
- Медаль «За верность профессии» (2015);
- Памятная медаль в честь 65-летия создания университета (2008);
- Юбилейная медаль «Почётный литейщик РАЛ» (2012)[1].